# St. Michael am Weidenbach
Das Fraterhaus St. Michael am Weidenbach war die Niederlassung der Brüder vom gemeinsamen Leben in Köln.

## Geschichte, Bauten und religiöses Leben

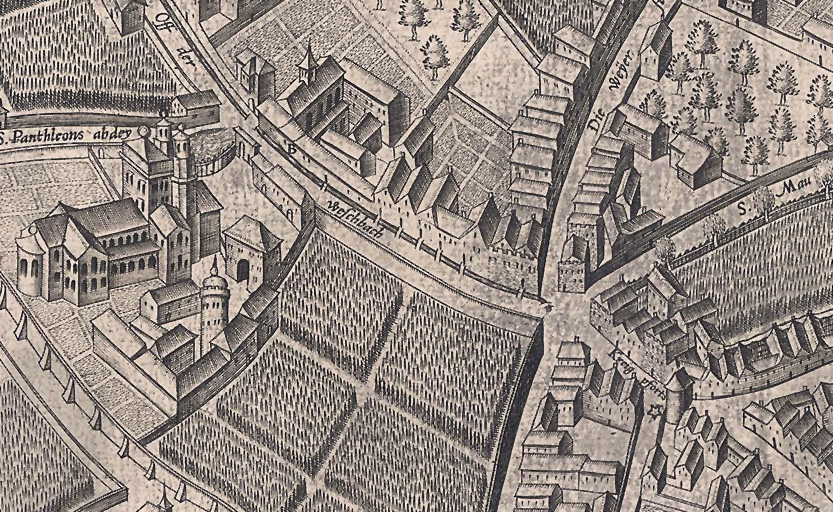
St. Pantaleon und St. Michael am Weidenbach. Stadtplan von Arnold Mercator, 1571 (Detail)

Bereits 1402 belehnte Abt Hermann von St. Pantaleon sechs Priester mit dem nahe gelegenen Hof Weidenbach. Aus dieser Gruppe gingen die wesentlichen Einrichtungen der Devotio moderna in Köln hervor: Die meisten Priester gingen 1404 an die Corpus Christi-Kapelle, die Keimzelle des Augustinerchorherrenstifts Herrenleichnam, während sich am Hof Weidenbach 1416 auf Betreiben eines der Priester, Heinrich Humolt genannt von Kurbach, und Heinrichs von Ahaus die geistliche Gemeinschaft der Brüder vom gemeinsamen Leben niederließ. Die offizielle Gründung folgte ein Jahr später, als Erzbischof Dietrich II. von Moers ihnen nach einem Universitätsgutachten gestatte, den Hof gegenüber von St. Pantaleon in Besitz zu nehmen; es war nach Münster die zweite Fratergemeinschaft im deutschsprachigen Raum. Heinrich von Ahaus war von 1416 bis 1419 Rektor der Brüder, gefolgt von Nikolaus Denss aus Alsfeld († 1457), der zuvor in Münster Bruder war. 1422 folgte eine Bestätigung der Lebensform durch den Erzbischof. Seit 1431 war der Kölner Rektor Mitglied des Münsterschen Kolloquiums, eines Treffens der Leiter mehrerer Brüder- und Schwesternhäuser in Westfalen und im Rheinland.
Am 7. Oktober 1432 genehmigte Papst Eugen IV. die Einrichtung einer Hauskapelle. Nachdem die zuständige Pfarrei St. Mauritius ihre Erlaubnis erteilt hatte, konnten eine Kapelle und ein Betsaal mit drei Altären gebaut und am 25. Juli 1434 durch Goswin Arnheim, Bischof von Lydda, dem heiligen Alexius geweiht werden. Goswin erteilte mit Zustimmung des Kölner Erzbischofs für 40 Tage einen Ablass für reuige Kapellenbesucher. Weitere Privilegien durch den Erzbischof folgten 1438.
Eine Kapelle zu Ehren Mariens, Johannes des Täufers und des heiligen Nikolaus an der Südseite der Kirche („zo dem suyden“) enthielt einen Altar, der der heiligen Gertrud geweiht war.
1475 besuchte Kaiser Friedrich III. auf der Rückkehr von der Belagerung von Neuss den Konvent am Weidenbach. Die Brüder schenkten ihm ein prächtig geschmücktes Buch und der Kaiser ernannte alle Mitglieder zu Vikaren und Kaplänen des Römischen Reichs. Aufgrund ihres tadellosen Lebenswandels nahm er die Gemeinschaft unter seinen besonderen Schutz. 
Vor 1472 wurden die Klausnerinnen von St. Reinold den Fraterherren unterstellt. Gleiches geschah 1478 mit den Beginen im Haus Mommersloch und 1484 mit deren Folgeinstitution, dem Augustinerinnenkloster St. Apollonia in der Stolkgasse.
1490 wurde der Kapellenbau zu einem einschiffigen Kirchbau mit steilem Satteldach und Dachreiter auf quadratischem Grund erweitert und 1491 der heiligen Dreifaltigkeit, der Muttergottes und Michael geweiht. Die Konventsgebäude schlossen im Osten und Westen direkt an. Die Brüder am Weidenbach besaßen nach der Schrift De admiranda sacra et civili magnitudine Coloniae von Aegidius Gelenius Kreuzpartikel, ein Armreliquiar der heiligen Agnes, Reliquien der 11.000 Jungfrauen, der Heiligen Dorothea und Mauritius.
1505 wurde den Fraterherren eine Infirmerie gestiftet. 
In den Jahrzehnten um 1500 florierte die geistliche Gemeinschaft, wie sich an der Mitgliederzahl – 11 Priester im Jahr 1482, 14 Priester, sechs Laien und ein Vikar in Zülpich im Jahr 1510 – und der umfassenden Buchproduktion dieser Zeit ablesen lässt.
Tochtergründungen der Gemeinschaft am Weidenbach waren Marienthal im Rheingau (1463), Königstein im Taunus (1467) und Butzbach (1468).
Bis 1793 bestanden die Kölner Fraterherren fort. Die Gebäude dienten unter der französischen Besatzung zunächst als Besserungsanstalt, dann für einige Zeit als Gefängnis, ab 1802 als Kaserne. Dem Ausbau dieser Kaserne 1827 fiel die Kirche St. Michael bis auf einen kleinen Teil, der 1844 noch stand, zum Opfer.

## Wirtschaftliche Aspekte
Erzbischof Dietrich II. von Moers trug den Fraterherren um Heinrich von Ahausen und Johannes Rossmit († 1428) zur Gründung 1417 auf, „dem Herrn Gott zu dienen, die Wissenschaft zu mehren und in Abhängigkeit von Wohltaten, anderen Einkünften und Gütern in Gemeinschaft zu leben.“ Sie kamen dieser Aufgabe vor allem durch die Produktion geistlicher Literatur nach: „Wesentlicher Bestandteil ihrer Lebensform war das Schreiben von Büchern, deren Verkauf und Restaurierung ihnen bis in die achtziger Jahre des 16. Jahrhunderts als Lebensunterhalt diente.“
Daneben waren sie auch im Weinanbau und -handel tätig und verkauften Bier. 1441 hatten die Fraterherren auf Betreiben des Schöffen Heinrich Hardfust und seines Sohnes Gumprecht, ein Fraterherr, von der Stadt das Gelände zwischen dem Weidenbach und den Hofgebäuden überlassen bekommen. Weitere Einkünfte erzielten sie aus Rentenkäufen und der Verpachtung von Häusern.
Die wirtschaftlichen Tätigkeiten der Fraterherren führten wiederholt zu Konflikten mit Kölner Bürgern und Handwerkern, mit denen die Brüder in Konkurrenz traten. Als Folge verbot der Kölner Rat 1460 etwa das Backen von Hostien über den Eigenbedarf hinaus. Zu Beginn des 16. Jahrhunderts verschärften sich die Konflikte: 1513 wurde das Bruderhaus angegriffen und für kurze Zeit aus dem Schutz der Stadt Köln genommen.

## Liste der Rektoren
Die Auflistung folgt der im Nordrheinischen Klosterbuch.
- Heinrich von Ahaus (1416–1423)
- Nikolaus Denss (1425–1457)
- Johann Berlyn (1457–1477)
- Bruno Husen von Broil (1477–1481)
- Peter Kiver von Neuss (1481–1483)
- Johannes Scholl von Essen (1483–1513)
- Clemens von Amersfort (1513–1517)
- Friedrich von Wichterich (1518–1543)
- Rutger von Buderich (1543–1552)
- Jakob von Emmerich (1553, 1556)
- Wilhelm von Helden (1558–1562)
- Ulrich Dulcken (1562–64)
- Gottfried von Greveradt (1564–1595)
- Maternus Dussel (1595–1623)
- Johannes Trierman (1623–1633)
- Vicent Surdt (1633–1638)
- Johannes Westhoven (1638–1652)
- Severin Morgenputz (1653–1663)
- Johannes Flosshoven (1664–1676)
- Peter Alstorff (1676–1677)
- Wilhelm Sax (1677–1689)
- Johannes Kistemächer (1689–1713)
- Georg Gewer (1713–1731)
- Clemens Ringens (1731–1736)
- Gerhard Aussem (1736–1751)
- Heinrich Ludwig Maes (1751–1760)
- Johannes Schiefbahn (1760–1763)
- Heinrich Schüller (1763)
- Reiner Krott (1763–1769)